# William Safire

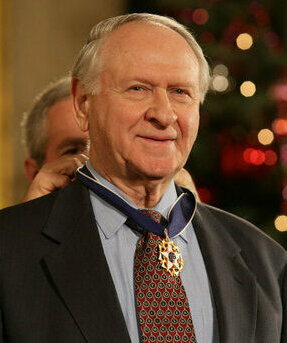
US-Präsident George W. Bush (hinten) hängt William Safire die Freiheitsmedaille um (2006)

William Lewis Safire (* 17. Dezember 1929 in New York, New York; † 27. September 2009 in Rockville, Maryland) war ein US-amerikanischer Publizist.

## Familie und Jugend
Aus einer jüdischen Familie stammend, fügte er seinem Familiennamen Safir ein -e zu, um ihn leichter aussprechbar zu machen. In New York besuchte er die Bronx High School of Science für Hochbegabte und studierte vier Semester an der Syracuse University.

## Karriere
Von 1955 bis 1960 war er in einer PR-Agentur beschäftigt. 1960 und 1968 nahm Safire an den Wahlkampagnen von Präsidentschaftskandidat Richard Nixon teil, ab 1968 war er Redenschreiber für Präsident Nixon und dessen Vizepräsidenten Spiro Agnew. Aus dieser Zeit stammt seine berühmt gewordene Wortreihung nattering nabobs of negativism.
Bekannt wurde ebenso sein Memo In Event of Moon Disaster, welches er für ein mögliches Unglück während der ersten Mondlandung geschrieben hatte. Während seiner Zeit als Präsidentenberater wurde er im Auftrag Nixons abgehört, was Safire mit „gezügelter Wut“ zur Kenntnis nahm.
Von 1973 bis 2005 arbeitete Safire als Kolumnist der New York Times. Ab dem Jahr 2000 leitete er die Dana Foundation, die neurowissenschaftliche Projekte fördert. Außer seinen politischen Kolumnen schrieb er in der New York Times auch seine etymologische Sonntagskolumne On Language, deutsch Über Sprache. Safire verfasste zudem mehrere Romane und Sachbücher.
1992 stimmte Safire für den US-Präsidentschaftskandidaten Bill Clinton, wurde nach der Wahl aber zu einem seiner schärfsten Kritiker. Hillary Clinton war oft Ziel seiner zornigen Kommentare. Kontrovers diskutiert wurde seine Beschimpfung der Senatorin als „kongenitale Lügnerin“. Clintons damaligem Pressesprecher Mike McCurry zufolge hätte der Präsident, wäre er nicht durch seine Amtsverpflichtungen gehindert, seine Antwort direkt auf der Nase Safires landen lassen.
2005 ehrte Arthur Ochs Sulzberger Jr. (* 1951), Herausgeber der The New York Times, Safire zu seiner Pensionierung als Kolumnist: „Die New York Times wäre ohne Bill Safire völlig unvorstellbar. Seine provokanten und aufschlussreichen Kommentare haben unsere Leser in ihren Bann gezogen, seit er 1973 zum ersten Male unsere Kommentarseite zierte. Nach der Kolumne zu greifen wurde für unsere Leser im Lande wie weltweit zu einem entscheidenden und vergnüglichen Aspekt des Tages. Es ging nicht darum, einer Meinung mit ihm zu sein. Sein Schreibstil war reizend, fundiert und einnehmend.

## Politik
Safire bezeichnete sich als libertären Konservativen. Außenpolitisch galt er als Falke und namhafter Fürsprecher Israels. Uri Avnery, Träger des Alternativen Nobelpreises, nannte ihn einen „Mann, der von Scharon hypnotisiert ist“. In seinen Kolumnen trat Safire aktiv für den Irak-Krieg ein, verbreitete die später als Propaganda enthüllten Aussagen über Massenvernichtungswaffen in der Hand Saddam Husseins und unterstützte die amerikanische Kriegsführung gegen den Irak. Er kritisierte allerdings die US-Regierung wegen ihres Umgangs mit Gefangenen bis hin zum Folterskandal in Abu Graib.
In Deutschland wurde Safire vor allem durch die Kontroverse um seine in der New York Times erschienene Kolumne mit dem Titel „Auschwitz in the Sand“ bekannt. Darin kritisierte er 1989 die Lieferung von Komponenten für libysche Giftgasfabriken durch deutsche Unternehmen.

## Preise und Ehrungen
- 1978 erhielt er den Pulitzer-Preis für seine Kommentare über Bert Lance, einen unter Korruptionsverdacht stehenden hochrangigen Haushaltspolitiker und Vertrauten von US-Präsident Jimmy Carter.
- 1993 wurde er zum Mitglied der American Academy of Arts and Sciences gewählt.
- 2005 erhielt er den Guardian of Zion Award der Bar-Ilan-Universität.
- 2006 verlieh ihm US-Präsident George W. Bush die Freiheitsmedaille.

An der Syracuse University hielt er 1978 und 1990 die Ansprachen zu Semesterbeginn. Ab 1995 gehörte er zur Jury für den Pulitzer-Preis. Wiederholt war er Studiogast der NBC-Fernsehsendung Meet the Press.

## Kritik
Safires publizistischer Auftritt war umstritten. Er arbeite mit Unterstellungen, indem er lautstark diverse Skandale behaupte, die nie durch Fakten gedeckt waren. „Wenn die Anschuldigung untersucht wurde, ignorierte er es einfach, wenn sie mit Getöse zusammenbrach“, zitiert der konservative britische Telegraph in seinem Nachruf einen Kritiker. Der Autor William Greider schrieb 1977 in der Washington Post über Safires Kolumnen: „Er äußert auch frevlerische Meinungen, manchmal überzeugend und immer provokant, selbst wenn Geist und Gehalt nicht übereinstimmen. Safire ist wie eine lodernde Fackel, die in einem grauen Museum ausgestellt ist und die Aufmerksamkeit jedes Betrachters erregt.“ In der Wochenzeitung The Nation hieß es 2004: „Safires jüngste Arbeiten – unbelastet von Recherchen, unbelästigt von Redakteuren – zeigen, dass er mehr darauf aus ist, verfügbare Informationen zu manipulieren als zu interpretieren.“

## Schriften
Safire veröffentlicht mehr als zwanzig Bücher, darunter viele Auswahlbände mit seinen Kolumnen. Auswahl:
Über Sprache:
- The Right Word in the Right Place at the Right Time: Wit and Wisdom from the Popular Language Column in the New York Times Magazine. Simon & Schuster, New York 2004, ISBN 0-7432-4244-0.
- No Uncertain Terms: More Writing from the Popular “On Language” Column in The New York Times Magazine. Simon & Schuster, New York 2003, ISBN 0-7432-4243-2.

Romane:
- Scandalmonger. Simon & Schuster, New York 2000, ISBN 0-684-86719-2.
- Sleeper Spy. Random House, New York 1995, ISBN 0-679-43447-X.
dt. Der Schläfer; Volk und Welt, Berlin 1997, ISBN 3-353-01075-0.
- Freedom: A Novel of Abraham Lincoln and the Civil War. Garden City, Doubleday, New York 1987, ISBN 0-385-15903-X.
- Full Disclosure. Garden City, Doubleday, New York 1978, ISBN 0-385-12115-6.
dt. Der Anschlag. Hoffmann und Campe, Hamburg 1978, ISBN 3-455-06470-1.

Politische Sachbücher:
- Safire’s Political Dictionary.; Random House, New York 19681, 19722, 19783, ISBN 0-394-50261-2.
- The Relations Explosion. 1963.
- Plunging into Politics. 1964.
- Before the Fall: An Inside View of the Pre-Watergate White House. Garden City, Doubleday, New York 1975.

Als Herausgeber:
- Lend Me Your Ears: Great Speeches in History. Norton & Company, New York/London 1997, ISBN 0-393-04005-4.
- Words of Wisdom: More Good Advice. Simon & Schuster, New York 1989, ISBN 0-671-67535-4.
- Good Advice. Gramercy Books, New York 1982, ISBN 0-517-08473-2 (mit Leonard Safir).